# Ivanec
Ivanec est une ville et une municipalité située dans le comitat de Varaždin, en Croatie. Au recensement de 2001, la municipalité comptait 13 765 habitants et la ville seule comptait 5 252 habitants.

## Localités
La municipalité d'Ivanec compte 29 localités : 
| - Bedenec - Cerje Tužno - Gačice - Gečkovec - Horvatsko - Ivanec - Ivanečka Željeznica - Ivanečki Vrhovec - Ivanečko Naselje - Jerovec | - Kaniža - Knapić - Lančić - Lovrečan - Lukavec - Margečan - Osečka - Pece - Prigorec - Punikve | - Radovan - Ribić Breg - Salinovec - Seljanec - Stažnjevec - Škriljevec - Vitešinec - Vuglovec - Željeznica |